# Nobujuki Kodžima
Nobujuki Kodžima (japonsko 小島 伸幸), japonski nogometaš, * 17. januar 1966.
Za japonsko reprezentanco je odigral štiri uradne tekme.